# Wachstumstheorie
Die Wachstumstheorie ist ein Zweig der Volkswirtschaftslehre, der sich mit der Erklärung der Ursachen von Wirtschaftswachstum bzw. der wirtschaftlichen Entwicklung eines Landes befasst.
Der klassische Indikator für wirtschaftliches Wachstum ist das Bruttoinlandsprodukt (BIP), dessen absolute Veränderung oder die Veränderung Pro-Kopf betrachtet werden kann, wobei letztere gemeinhin in Wachstumsmodellen verwendet wird. Dies liegt daran, dass die wirtschaftliche Lebenssituation eines repräsentativen (Durchschnitts-)Bürgers von Interesse ist.
Klassisches Merkmal vieler Wachstumstheorien ist die langfristige Sichtweise (vgl. Fristigkeit). Kurzfristige Fragen der Auslastung des Produktionspotenzials eines Landes sind Gegenstand der Konjunkturtheorie.

## Historische Entwicklung

### Klassische Wachstumstheorie
Während lange Zeit die Wahrnehmung einer stationären Wirtschaft vorherrschend war und auch in den Theorien der klassischen politischen Ökonomie diskutiert wurde, entstanden erste Theorien bezüglich des Wirtschaftswachstums bereits Ende des 17. Jahrhunderts und begründeten den Merkantilismus. Den Gedanken einer „gleichmäßig fortschreitenden Wirtschaft“ fasste zuerst Gustav Cassel in eine Formel. Darin wurde zuerst die Gleichheit von Sparen und Investieren postuliert. Die klassische Nationalökonomie betrachtete die Produktionsfaktoren Boden, Arbeit und Kapital.

### Marxistische Wachstumstheorie

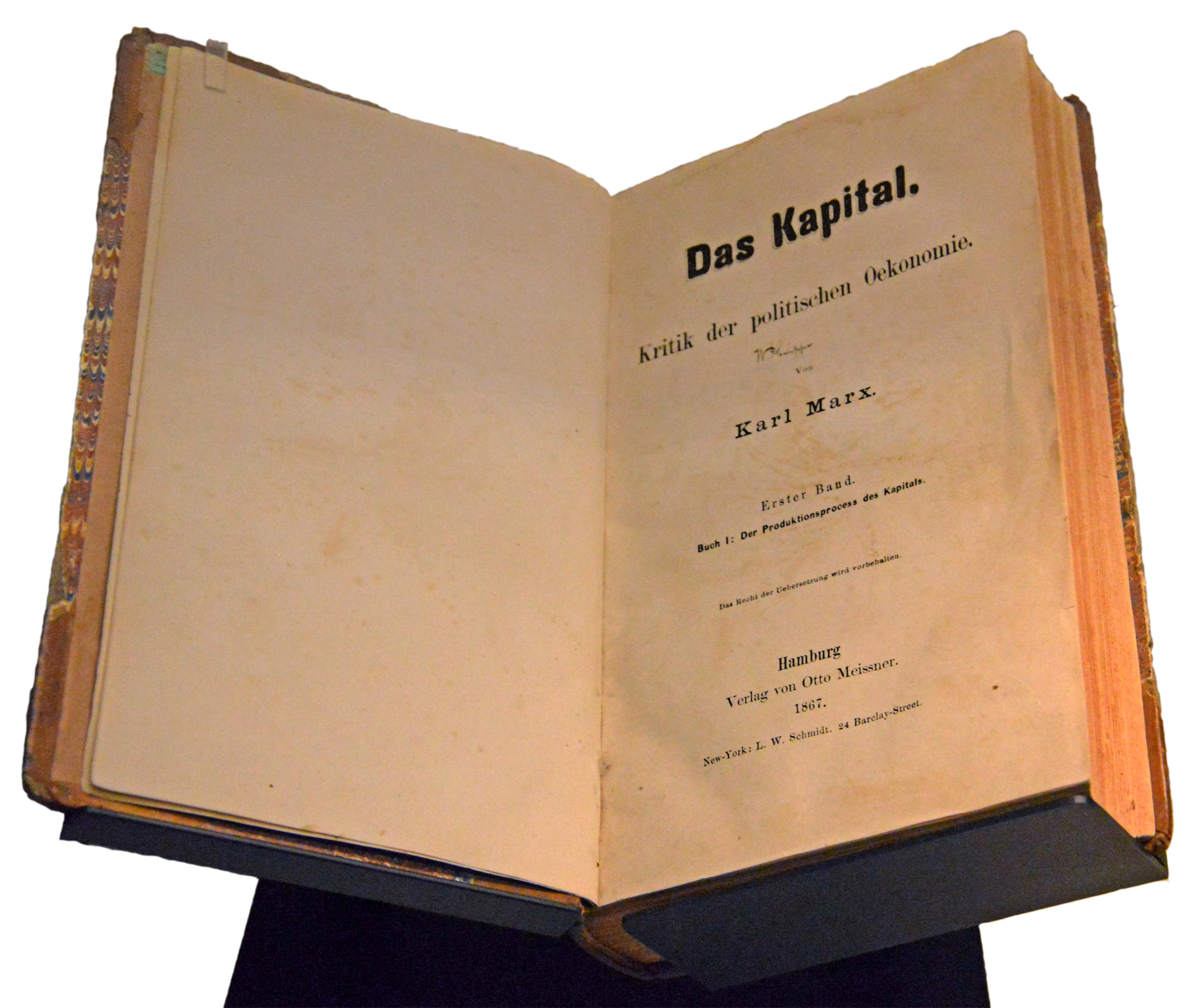
Das Kapital enthält die Wachstumstheorie von Karl Marx.

Wachstum und Akkumulation sind zentrale Bestandteile der marxistischen Wirtschaftstheorie. Karl Marx argumentiert in Band I des Kapitals, die einzelnen Unternehmen wären im Wettbewerb gezwungen zu akkumulieren. Von heutigen marxistischen Theoretikern wird dies auch als „grow or die“ oder Wachstumszwang diskutiert. Dank der sinkenden Profitrate kommt es nach den marxistischen Krisentheorien bzw. Zusammenbruchstheorien zu Stagnation wegen Überproduktion und letztlich zum Zusammenbruch des kapitalistischen Systems. In Band II des Kapitals entwickelt Marx allerdings eine Theorie der Kreislaufzusammenhänge einer wachsenden Wirtschaft, die Wilhelm Krelle als „eine der wichtigsten wachstumstheoretischen Leistungen des 19. Jahrhunderts“ bezeichnet.:58

### Keynesianische Wachstumstheorien
Moderne Wachstumstheorien entwickelten sich nach dem Zweiten Weltkrieg, zunächst keynesianischer Natur. Eine frühe Theorie ist das Harrod-Domar-Modell, das von Roy F. Harrod und Evsey Domar entwickelt wurde. Die Keynesianischen Modelle betonen die Bedeutung der gesamtwirtschaftlichen Nachfrage. Postkeynesianische Wachstumsmodelle werden unter anderem mit Stock-Flow Consistent Models formuliert.

### Neoklassische Wachstumstheorie
1928 veröffentlichte Frank Plumpton Ramsey ein Papier, das die Wachstumsrate als Ergebnis intertemporaler Nutzenmaximierung herleitete (Keynes-Ramsey-Regel). Es wurde später zum Ramsey–Cass–Koopmans Modell erweitert. 1956 veröffentlichte Robert M. Solow sein neoklassisches Wachstumsmodell (vgl. Solow-Modell), für welches er 1987 den Preis für Wirtschaftswissenschaften der schwedischen Reichsbank erhielt. Das Modell wurde schnell zu einem häufig benutzten und getesteten Hilfsmittel für Ökonomen. Langfristiges Wachstum der Pro-Kopf-Größen ist im Gleichgewicht möglich aufgrund von exogenem technologischen Fortschritt. Die empirische Analyse, welche Produktionsfaktoren welchen Beitrag zum Wachstum leisten, wird als Wachstumsbuchhaltung bezeichnet.

### Endogene Wachstumstheorie
Mitte/Ende der 1980er Jahre erhielt die Wachstumstheorie einen neuen Schub. Insbesondere die Arbeiten von Paul Romer begründeten einen neuen Typ von Wachstumsmodellen, die sogenannten endogenen Wachstumsmodelle. Die kennzeichnende Eigenschaft endogener Wachstumsmodelle ist, dass die Produktionsfunktion zunehmende Skalenerträge ermöglicht. Die Begründungen für zunehmende Skalenerträge sind vielfältig, z. B. learning-by-doing oder Übertragungseffekte. Beispiele für endogene Wachstumsmodelle sind das AK-Modell, das Romer-Modell oder das Jones-Modell.
N. Gregory Mankiw, Romer und Weil erweiterten 1992 das Standard Solow-Swan Modell. Sie fügten in die Produktionsfunktion den Faktor Humankapital ein. Humankapital definierten sie über die Einschulungsraten. Ihr Modell ergibt eine langsamere Konvergenzgeschwindigkeit als im Solow-Modell. Gänzlich verabschiedet von der Gruppe der exogenen Wachstumsmodelle haben sich die Anhänger der endogenen Wachstumstheorie (Paul Romer, Philipp Aghion, Peter Howitt et al.). Endogene Wachstumsmodelle basieren auf der Annahme, dass keine abnehmenden Grenzerträge vorliegen. Diese Annahme begründet Paul Romer in seinem Werk von 1986 mit der These, dass technisches Wissen nicht alleine dem Erfinder zur Verfügung steht, sondern durch Übertragungseffekte auch allen anderen Gesellschaftsmitgliedern verfügbar ist. Grossman, Aghion und weitere erweiterten diese Modellgattung dahingehend, dass angetrieben durch eine monopolistische Konkurrenz Firmen Vorteile aus der beständigen Erfindungstätigkeit haben. Technischer Fortschritt wird endogen.
Endogene Wachstumsmodelle wurden von einer Vielzahl von Wissenschaftlern erarbeitet, darunter Robert E. Lucas, Paul Romer, Philippe Aghion, Peter W. Howitt, Gene M. Grossman, Elhanan Helpman, Robert J. Barro und Xavier Sala-i-Martin.

### Unified Growth Theory
Obwohl die endogenen Wachstumstheorien noch viele Einsichten bereithalten und Forschung in diesem Gebiet betrieben wird, gab es auch an dieser Modellklasse einige Kritik, die die Suche nach anderen Ansätzen motivierte.
Galor und Weil beschäftigten sich 2000 mit dem Zusammenhang von Bevölkerungswachstum, Bevölkerungsgröße, technischem Fortschritt und Humankapital. Dabei befruchten sich diese Variablen gegenseitig und ein sehr langfristiges Wachstum mit der Überwindung der Malthusianischen Falle wird zum Teil erklärbar.
Manche Wachstumsmodelle der Populationsdynamik werden auf das wirtschaftliche Wachstum oder auf Konjunktur allgemein angewandt.

## Produktionsfaktoren und Wachstumsbuchhaltung
Die neoklassischen Modelle erklären den Beitrag der einzelnen Produktionsfaktoren zum Wachstum mit Hilfe der Wachstumsbuchhaltung. Ein gesteigerter Einsatz des Faktors Arbeit (beispielsweise durch Bevölkerungswachstum) sorgt für eine Vergrößerung der Produktion. Wie groß der Beitrag des Arbeitseinsatzes zum Wachstum tatsächlich ist, hängt dabei von der Produktionselastizität ab. Während in der klassische Nationalökonomie der Produktionsfaktor Boden noch eine Rolle spielte, wird seit Beginn des 20. Jahrhunderts der Boden meist zum Kapital gerechnet und nur von zwei Produktionsfaktoren – Arbeit und Kapital – ausgegangen. Insbesondere in der Umwelt- und Ressourcenökonomik wird aber auch die Bedeutung von Natur bzw. Rohstoffen als Teil des Faktors Boden untersucht.
Da alle Produktionsfaktoren knapp sind, muss für ihren Einsatz ein Preis bezahlt werden, der bei der Arbeit Lohn, beim Kapital Zins und beim Boden Bodenrente heißt. Der Wachstumsanteil, der nicht der Zunahme der Produktionsfaktoren zugeschrieben werden kann, wird als totale Faktorproduktivität bezeichnet und zumeist dem technischen Fortschritt zugeschrieben.

### Produktionsfaktor Arbeit
Arbeit (englisch labour) beschränkt sich in der üblichen Definition als Produktionsfaktor auf Erwerbstätigkeit, die auf Einkommenserzielung ausgerichtet ist. Der Arbeitseinsatz hängt zum Beispiel von der Situation am Arbeitsmarkt ab. Die Arbeitsmarktökonomik untersucht die Zusammenhänge zwischen Angebot und Nachfrage von Beschäftigung und dem Lohn sowie die Ursachen und Auswirkungen von Arbeitslosigkeit. Der Begriff jobless growth bzw. „beschäftigungsfreies Wachstum“ (auch jobless recovery) bezeichnet ein Wirtschaftswachstum oder die wirtschaftliche Erholung von einer Rezession, die jedoch nicht ausreicht, um Arbeitsplätze zu schaffen. Geprägt wurde der Begriff in den 1990er Jahren in den USA, um die ökonomische Situation am Ende der Amtsperiode des US-amerikanischen Präsidenten George H. W. Bush zu beschreiben.
Der Zusammenhang zwischen Wirtschaftswachstum und Beschäftigungszunahme ist eine traditionelle Theorie in der Ökonomie, jedoch teilweise umstritten. Ralf Fücks schreibt in seinem Buch Intelligent wachsen – Die grüne Revolution: „Die oft kolportierte These vom »Jobless Growth« hält einer empirischen Überprüfung nicht stand. Der Zusammenhang von Wirtschaftswachstum und Beschäftigung ist nach wie vor intakt. Die Zahl der Erwerbstätigen in der Bundesrepublik hat im Herbst 2012 ein Allzeithoch erreicht. Entgegen dem verbreiteten Eindruck haben dabei die sozialversicherungspflichtigen Beschäftigungsverhältnisse stärker zugenommen als die »Minijobs«“. Jeremy Rifkin vertritt dagegen in seinem Buch Das Ende der Arbeit, die Auffassung, dass Rationalisierung, Automatisierung und Wirtschaftswachstum zu einer Zunahme der Arbeitslosigkeit führen können. In einem Interview erklärte er: „Langfristig wird die Arbeit verschwinden. […] Wir sind mitten in einer Umwälzung, die die industrielle Revolution noch übertrifft. […] die Computer und Informationstechnik von heute machen immer mehr Menschen ganz überflüssig. Selbst die billigste menschliche Arbeitskraft ist teurer als die Maschine.“

### Produktionsfaktor Kapital
Das Kapital oder der Kapitalstock umfasst die Vermögensgüter, die in der Produktion eingesetzt werden, also z. B. Maschinen und Bürogebäude. Kapital ist notwendig, um Güter und Dienstleistungen herstellen zu können. Die Produktion je Beschäftigtem steigt mit der Kapitalintensität in Abhängigkeit vom Grenzertrag des Kapitals. Je höher die Produktion bereits ist, desto geringer ist dieser Ertrag und somit das Wachstumspotenzial. Im Gegensatz zur Arbeit kann Kapital akkumuliert werden. Gleichzeitig nutzt es sich ab und muss mit der Zeit abgeschrieben und ersetzt werden. Ein Teil der Produktion muss also für die Instandhaltung des Kapitals aufgewendet werden, um die Produktion mindestens konstant halten zu können. Durch den abnehmenden Grenzertrag kann daher nicht beliebig viel Kapital akkumuliert werden, solange es keine technischen Neuerungen gibt.
Im Solow-Modell gibt es ein theoretisches Limit für die Produktion einer Volkswirtschaft, an dem die Investitionen gleich den Abschreibungen sind (konstante Arbeitskraft und Technologie vorausgesetzt). Dieser Punkt ist der steady state. Dieser steady state wird maßgeblich von der Sparquote beeinflusst. Je höher die Sparquote und damit die Ersparnisse sind, desto mehr Kapital kann ersetzt werden. Weil mehr gespart wird, sinkt der Konsum. Aus diesem Trade-off ergibt sich ein optimaler Punkt, an dem der Konsum dauerhaft maximal ist (d. h. das für die Produktion notwendige Kapital kann dauerhaft ersetzt werden). Im Optimum ist die Sparquote gleich der Produktionselastizität des Kapitals. Dieser Sachverhalt wird im Solow-Modell als goldene Regel bezeichnet.

### Produktionsfaktor Boden (inkl. Natur bzw. Rohstoffe)
Der Produktionsfaktor Boden umfasst die wirtschaftlich genutzte Erdoberfläche. Ursprünglich umfasste er den Ackerboden, wurde im Zuge der Ausbeutung von Bodenschätzen dann zunächst auf diese erweitert. Angesichts der zunehmenden Verknappung von Produktionsmitteln wie Wasser wird im Rahmen der Nachhaltigkeitsdebatte mittlerweile auch der Produktionsfaktor Umwelt berücksichtigt. Die eigenständige Bedeutung des Bodens und der Bodenwerte für Verteilungsfragen wird insbesondere vom Georgismus betont, der sich auf den 1897 verstorbenen Henry George und sein Buch Fortschritt und Armut bezieht.
Auch in der Ökologischen Ökonomie und Energieökonomik wird die Bedeutung von natürlichen Rohstoffen betont. Das Solow-Residuum ließe sich erklären, in dem man neben Arbeit und Kapital den Produktionsfaktor Energie einbeziehen würde.

### Technischer Fortschritt und totale Faktorproduktivität
Das Solow-Modell betrachtete nur die Faktoren Arbeit und Kapital, deren Steigerung aber nur 20 Prozent des Wachstums erklären konnten. Das nicht durch Arbeit und Kapital erklärte Beitrag zum Wachstum blieb als sogenanntes Solow-Residuum bestehen, was zunächst ein „Maß unserer Unwissenheit“ war. Daher wurde das Solow-Modell kritisiert, weil es einen Hauptfaktor unerklärt lasse. Heute wird das Residuum als totale Faktorproduktivität bezeichnet. Sie nimmt alle Beiträge zum Wachstum auf, die nicht durch die Produktionsfaktoren Arbeit und Kapital erklärt werden können.
Üblicherweise wird das Residuum dem technischen Fortschritt zugeschrieben. Bei diesen technologischen Innovationen kann es sich zum Beispiel um neue Produkte, verbesserte Produktionsverfahren, Erschließung neuer Rohstoff-Ressourcen oder neue Organisationsstrukturen handeln. Diese Sicht wurde Joseph Schumpeter zugeschrieben, der Entwicklung von Wachstum unterschieden hat. Die Differenzierung zwischen Wachstum und Entwicklung hat sich in der Wirtschaftstheorie nicht durchgesetzt. „Generell ist erstaunlich, dass bei der inflationären Verwendung des Begriffs ‚Innovation‘ der Ökonom Schumpeter als Vater der Innovationstheorie in betrieblichen und volkswirtschaftlichen Gestaltungsfragen ein Schattendasein führt. [… Dagegen fehle d]ie Wortwendung ‚schöpferische Zerstörung' […] in kaum einem Vortrag eines digital-transformatorischen ‚Experten' unserer Tage. Doch niemand scheint sich die Mühe zu machen, die Werke von Schumpeter zu lesen, bemängelten Jochen Röpke und Olaf Stiller in der Einführung der Schumpeter-Schrift ‚Theorie der wirtschaftlichen Entwicklung‘ [...] Die herrschende ökonomische Lehre bietet nichts an, um die Entwicklung zu erklären oder anzustoßen“, Schumpeters Worte von der „schöpferischer Zerstörung“, dem „Prozeß einer industriellen Mutation […], der unaufhörlich die alte Struktur zerstört und unaufhörlich eine neue schafft“, werden viel und missverständlich rezipiert. Insbesondere ökologische Ökonomen kritisieren dabei, dieses Konzept des technischen Fortschritts als „formlose Kraft, die die Produktivität beliebig vergrößern kann“, sei keine angemessene Beschreibung der Realität. Die Größe des Solow-Residuums sei stattdessen darauf zurückzuführen, dass Energie und Materialien von Solow nicht berücksichtigt worden seien.

## Einfaches Wachstumsmodell formal dargestellt

### Ohne Abschreibungen
In jedem Jahr {\displaystyle t} sei gegeben: Das Bruttoinlandsprodukt (BIP) {\displaystyle Y_{t}}, die Bruttoanlageinvestitionen {\displaystyle I_{t}} und der Kapitalstock {\displaystyle K_{t}} zu Beginn des Jahres. Der Kapitalstock erhöht sich durch die Investitionen. Der „steady state“ sei definiert als ein Wachstumszustand, bei dem alle Variablen mit derselben Wachstumsrate {\displaystyle g} wachsen.
Es gilt also in zeitdiskreter Darstellung:
(1) {\displaystyle Y_{t}=(1+g)\cdot Y_{t-1}}
(2) {\displaystyle I_{t}=(1+g)\cdot I_{t-1}}
(3) {\displaystyle K_{t}=K_{t-1}+I_{t}=(1+g)\cdot K_{t-1}}
Aus (3) ergibt sich:
(4) {\displaystyle I_{t}=g\cdot K_{t-1}}
Aus (2) und (4):
{\displaystyle I_{t}={I_{t+1} \over 1+g}={g\cdot K_{t} \over 1+g}}
Mit {\displaystyle Y_{t}} durchdividiert:
{\displaystyle {I_{t} \over Y_{t}}={{K_{t} \over Y_{t}}\cdot g \over 1+g}}
oder
{\displaystyle i^{*}={k^{*}\cdot g \over 1+g}},
wenn {\displaystyle i^{*}} die Steady-state-Investitionsquote ist und {\displaystyle k^{*}} der Steady-state-Kapitalkoeffizient.

### Mit Abschreibungen
Unter Berücksichtigung der Abschreibungen ergibt sich die Veränderung des Kapitalstocks durch Bruttoinvestitionen abzüglich Abschreibungen (mit Abschreibungsrate {\displaystyle \delta }):
(3’){\displaystyle K_{t}=K_{t-1}-\delta \cdot K_{t-1}+I_{t}=(1+g)\cdot K_{t-1}}
Daher ergibt sich für die Investitionen:
{\displaystyle I_{t}={g\cdot K_{t}+\delta \cdot K_{t} \over 1+g}}
Mit {\displaystyle Y_{t}} durchdividiert:
{\displaystyle {I_{t} \over Y_{t}}={{g\cdot K_{t}+\delta \cdot K_{t} \over Y_{t}} \over 1+g}}
oder
{\displaystyle i^{*}={k^{*}\cdot (g+\delta ) \over 1+g}},
wenn wieder {\displaystyle i^{*}} die Steady-state-Investitionsquote ist und {\displaystyle k^{*}} der Steady-state-Kapitalkoeffizient.
Diese Formel wird vom Internationalen Währungsfonds in seiner Studie von 2005 zum Investitionsverhalten (siehe Weblink) benutzt. Er spricht dabei von „Standard-neoklassischem Wachstumsmodell“, (standard neoclassical growth model), wobei allerdings die meisten Gleichungen oben eher tautologisch sind, also für ganz unterschiedliche Wachstumsmodelle, also auch für das Harrod-Domar-Modell gelten. Die Anwendbarkeit dieses Modells wird in einem aktuellen Arbeitspapier des IWF selbst jedoch inzwischen in Zweifel gezogen.